# جوزفين موتزنباخر
جوزفين موتزنباخر – قصة حياة امرأة من فيينا، كما ترويها بنفسها (بالألمانية: Josefine Mutzenbacher oder Die Geschichte einer Wienerischen Dirne von ihr selbst erzählt) هي رواية إباحية مجهولة الكاتب نشرت لأول مرة في مدينة فيينا النمساوية في عام 1906. اشتهرت الرواية في العالم الناطق بالألمانية، وطبعت باللغتين الألمانية والإنجليزية لأكثر من 100 عام، وبيع منها أكثر من 3 ملايين نسخة، لتصبح من أكثر الكتب الإباحية مبيعا. 
لم يعلن أي مؤلف مسؤوليته عن العمل، ولكن الباحثين في جامعة فيينا يعزونه إما إلى فيلكس سالتن (المشهور بقصة الأطفال بامبي) أو أرتور شنتسلر. واليوم فإن النقاد والباحثين والأكاديميين والحكومة النمساوية يعتبرون سالتن هو المؤلف الوحيد للعمل. تستخدم الرواية الأصلية اللهجة المحلية لمدينة فيينا في ذلك الوقت وبالتالي فإن اللغويين يستخدمونها كمصدر نادر للهجة. كما تصف أيضا، وإلى حد ما، الظروف الاجتماعية والاقتصادية التي عاشتها الطبقة الدنيا في ذلك الوقت. ترجمت الرواية إلى الإنجليزية والفرنسية والبرتغالية والإسبانية والإيطالية والمجرية والهولندية واليابانية والسويدية والفنلندية، وكانت موضوع العديد من الأفلام، والعروض المسرحية، المحاكاة الساخرة، والدراسات الجامعية، فضلا عن تتمتين.